# GROSS.MAX
グロス・マックス' (GROSS.MAX.) は、スコットランドを中心に活躍するランドスケープアーキテクトである
エルコ・ホフマンとブリジット・ベインズのユニット。エジンバラに事務所がある。
ロンドンの250年の歴史ある「キューガーデン (Royal Botanic Gardens, Kew)」のリ・デザインの造園コンサルタントを務める。
リヴァプール・ロタンダのパヴィリオンでは、地元のコミュニティーカレッジRotunda Collegeと中心になって、地域住民と相談の場を持ち、これまで空き地同然だったロタンダ広場をコミュニティーガーデンに変身させることに決定するが、半分には芝生を植えてその真ん中に大きなタワーを作り、もう半分のスペースにはイレギュラーな縞状に異なる植物を植えた「バーコードガーデン」を作庭。
このほかはベルリンのポツダム広場に幾つか公園の設計を行っていたり、ハノーバーEXPO2000のマスタープラン、エブリングレース（EVELYN GRACE）アカデミー（アカデミーはRIBAスターリング賞を受賞）、リバーサイド博物館、ヘップワースウェイクフィールド、テンペルパーク（Parklandschaft）、ロンドン・ブリッジを臨むポータース・フィールド・ガーデン（Potters Field Park）など、多数。
2011年、ドイツ・ベルリンの旧テンペルホーフ空港 (Tempelhof Airport) のマスタープラン・コンペティションに勝利（イギリス・エディンバラの建築事務所、サザーランド・ハッセイ・アーキテクツ (Sutherland Hussey Architects) と協働）

## 代表作品
- Pottersfield Park （public park、2007年、ロンドン・Southwark）
- Gleisdreieck（public park、2006年、ベルリン）
- Schuytgraaf Archeological Field （public park、2004年、オランダ・Arnhem）
- BMW PLANT（FACTORY CARPARK AND LANDSCAPE、2005年、ドイツ・ライプツィヒ）
- THE NEW BULLRING（PUBLIC REALM、2003年、英国・バーミンガム）
- POTTERS FIELD PARK（public park、2005年、ロンドン・Southwark）
- Busk Meadow  Park（public park、2006年、シェフィールド）
- Rottenrow （public park、2005年、グラスコー）
- Jubilee Gardens（public park competition、2005年、ロンドン・Southwark）
- Marbley Green （public park、2001年、ロンドン・ハックニー）
- Gateway Royal Botanic Garden（2008年、エディンバラ）
- Garden for a Plant Collector（2007年、グラスゴー）
- Vertical Gaeden（2007年、ロンドン）
- Royal Festival Hall（	public space、2007年、ロンドン・サウスバンク）
- Queen Street/King Street（Streetscape、2001年-2008年、ロンドン）
- Brixton Square（public space、2008年、ロンドン・ブリックトン）
- Hofplein Viaduct（Study/Exhibition、2001年、オランダ・ロッテルダム）
- Bullring（public space、2003年、バーミンガム）
- Lyric Square（public space、2005年、ロンドン・Hammersmith）
- Whiteinch Square（public space、1999年、グラスゴー）
- BMW Plant Leipzig（public space Factory、2005年、ドイツ・Leipzig）
- Napoli-Afragola High Speed Railway Station（2004年、イタリア・Naples）
- Zorrotzaurre Masterplan（2003年-2005年、スペイン・ビルバオ）
- Oslo Waterfront（2003-2006年、ノルウェー・オスロ）
- Neue Halde（2003年、ドイツ・Rheinberg）
- Global Warming/Local Freezing（2003年、スコットランド・Dunbar）